# Vườn quốc gia Torres del Paine
Vườn quốc gia Torres del Paine (tiếng Tây Ban Nha: Parque Nacional Torres del Paine) là một vườn quốc gia bao gồm các đỉnh núi, sông băng, hồ, sông ở Patagonia nam Chile. Nó bị chi phối bởi dãy Cordillera del Paine. Nằm trong một khu vực chuyển tiếp giữa hai vùng sinh thái rừng cận cực Magellan và thảo nguyên Patagonia, nó nằm cách 112 km (70 dặm) về phía bắc của thành phố Puerto Natales và 312 km (194 dặm) về phía bắc của Punta Arenas. Vườn quốc gia này tiếp giáp Vườn quốc gia Bernardo O'Higgins về phía tây và Los Glaciares ở phía bắc, trong lãnh thổ của Argentina.
Đây là một trong số những vườn quốc gia được ghé thăm nhiều nhất tại Chile, với khoảng trên dưới 150.000 du khách mỗi năm, trong đó 60% là khách nước ngoài từ khắp nơi trên thế giới. Nó cũng là một trong số 11 khu bảo tồn của vùng Magellan và Địa Cực Chile (cùng với 4 vườn quốc gia, 3 khu dự trữ quốc gia và 3 di tích quốc gia khác) tạo thành khu vực bảo vệ chiếm khoảng 51% diện tích đất của vùng (6.728.744 ha).
Torres del Paine là ngọn núi bao gồm 3 đỉnh granit đặc biệt của dãy núi Paine. Nó nằm ở độ cao 2.850 mét so với mực nước biển, và gần với Cuernos del Paine. Khu vực này cũng tự hào với cảnh quan thiên nhiên tuyệt đẹp của các thung lũng, sông hồ, và sông băng. Những hồ nổi tiếng bao gồm Grey, Pehoé, Nordenskjöld và Sarmiento. Các sông băng có Grey, Pingo và Tyndall, là một phần của Dải băng lớn Nam Patagonia.